# موشي نوريس
موشي نوريس (بالإنجليزية: Moochie Norris)‏ مواليد 27 يوليو 1973 في واشنطن العاصمة، هو لاعب كرة سلة أمريكي معتزل بدأ مسيرته الاحترافية في سنة 1996. تم اختياره من قبل فريق ميلووكي باكز خلال الدرافت. يبلغ طوله 6 قدم 1 بوصة (1.9 م). اعتزل اللعب في 2008. أحرز خلال مسيرته في الإن بي إيه 2272 نقطة بمعدل 5.1 نقاط في المباراة الواحدة.

## المسيرة الاحترافية
لعب مع فانكوفر جريزليز في سنة 1996، ثم لعب مع سياتل سوبرسونيكس في سنة 1999، ثم لعب مع هيوستن روكتس من سنة 1999 إلى 2004.

## روابط خارجية
- موشي نوريس على موقع إن بي أي (الإنجليزية)
- موشي نوريس على موقع سبورتس رفرنس (الإنجليزية)
- موشي نوريس على موقع كرة السلة الأوروبية.كوم (الإنجليزية)
- موشي نوريس على موقع كلية كرة السلة في سبورتس رفرنس.كوم (الإنجليزية)
- موشي نوريس على موقع ريلجم (الإنجليزية)
- موشي نوريس على موقع بروبوليرز (الإنجليزية)
- موشي نوريس على موقع سبورتس رفرنس (الإنجليزية)